# Expedición otomana a Aceh

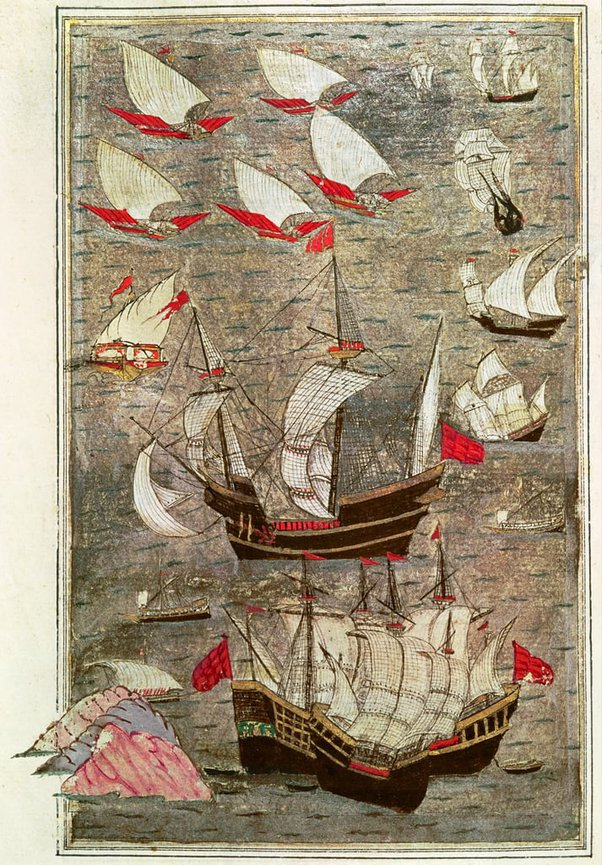
La flota otomana en el Océano Índico en el.

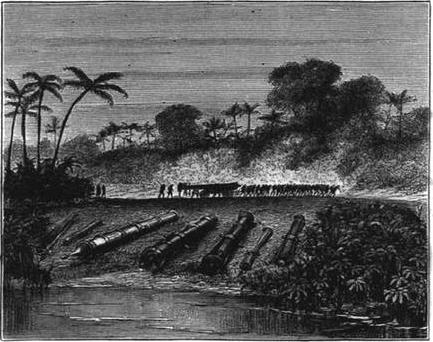
Cañones otomanos y acheneses, desmantelados luego de la conquista neerlandesa de Aceh en 1874, Illustrated London News.

La expedición otomana a Aceh fue una expedición realizada por el Imperio otomano que comenzó en 1565 cuando éste comenzó a ayudar al Sultanato de Aceh en su lucha en contra del Imperio portugués en Malaca. La expedición vino después de que el sultán achenés Alauddin Riayat Syah al-Kahhar (1539–71) enviara un diplomático a Suleimán el Magnífico en 1564, y posiblemente desde 1562, solicitando la ayuda otomana en contra de los portugueses.

## Relaciones otomanas-acheneses
Existía una alianza informal entre Aceh y el Imperio Otomano desde por lo menos los años 1530. El sultán Alauddin quería desarrollar estas relaciones, tanto para tratar de expulsar a los portugueses de Malasia como para extender su propio poder en Sumatra. Según relatos escritos del almirante portugués Fernão Mendes Pinto, la flota del Imperio Otomano que llegó por primera vez a Aceh estaba formada por unos 300 otomanos swahilis, somalíes de Mogadiscio y varias ciudades estado, sindhis de Debal y Thatta, gujaratis de Surat, y unos 200 marineros malabares de Janjira para ayudar a la región de Batak y el sudeste asiático marítimo en 1539.
Luego de establecer una embajada en 1562, Aceh parece que ya había recibido refuerzos otomanos que ayudaron a desarrollar su capacidad y le permietieron conquistar los sultanatos de Aru y Johor en 1564.

## Expediciones
La embajada de 1564 en Constantinopla fue enviada por el sultán Hussain Ali Riayat Syah. En su solicitud a la corte otomana, el sultán de Aceh se refirió al líder otomano como Khalifah (califa) del Islam.
Después de la muerte de Suleimán el Magnífico en 1566, su hijo Selim II ordenó que se enviaran buques a Aceh. Un número de soldados, armeros e ingenieros fueron enviados con la flota otomana, junto con un considerable suministro de armas y municiones. Una primera flota fue enviada, la cual se componía de 15 galeras equipadas con artillería. Tuvo que ser desviada para luchar contra una insurrección en Yemen. Eventualmente solo dos barcos arribaron en 1566-67, pero otras numerosas flotas y suministros les seguirían. La primera expedición fue liderada por Kurtoğlu Hızır Reis. Los acheneses pagaron por los envíos con perlas, diamantes y rubíes. En 1568, ellos (los acheneses), asediaron Malaca, aunque los otomanos parecen no haber participado en forma directa. No obstante, todo indica que los otomanos pudieron proveer cañoneros para la campaña, pero no pudieron proveer más debido a la invasión de Chipre y la insurrección en Adén.
Los otomanos enseñaron a los acheneses a forjar sus propios cañones, algunos de los cuales llegaron a ser de tamaños considerables; el arte de construir dichas armas se había esparcido a lo largo del Sudeste Asiático Marítimo. Cañones famosos fueron construidos en Makassar, Mataram, Java, Minangkabau, Melaka y Brunéi. Muchas de estas raras piezas de artillería fueron capturadas por los colonialistas europeos, las campanas de muchas iglesias neerlandesas en Aceh fueron hechas de armas otomanas fundidas.Algunas de estas campanas llevan la cresta otomana que originalmente iba en los barriles. Para principios del siglo XVII, Aceh contaba con unos 1.200 cañones de bronce medianos, y unas 800 otras armas como arquebuses y cañones giratorios.

## Consecuencias
Estas expediciones llevaron a un incremento en los intercambios culturales, comerciales y religiosos entre Aceh y el Imperio Otomano. Posteriores sultanes acheneses mantuvieron esta relación con el Imperio Otomano, y hubo indicaciones de que se permitió a buques acheneses a flamear la bandera otomana.
La relación entre Aceh y el Imperio otomano era una amenaza importante para los portugueses y evitó que ellos establezcan una posición comercial monopolista en el Océano Índico. Aceh fue un rival comercial de peso para los Portugueses, especialmente durante el reinado de Iskandar Muda, quien tenía un arsenal bien equipado con 1.200 cañones y 800 cañones giratorios y mosquetes, posiblemente controlando un mayor porcentaje del comercio de especias que Portugal. Los portugueses trataron de destruir el eje comercial Aceh-otomano-veneciano para su propio beneficio. Los portugueses crearon planes para atacar el Mar Rojo y Aceh, pero no llegaron a ejecutarlos debido a falta de hombres en el Océano Índico.
Cuando Aceh fue atacado por los neerlandeses en 1873, dando inicio a la Guerra de Aceh, la región invocó la protección de su anterior acuerdo con el Imperio Otomano como una de sus dependencias. El llamado fue rechazado por las potencias europeas, quienes temían que esto fijara un precedente. Una vez más Aceh recurrió a los refuerzos militares de los otomanos, pero la flota que originalmente estaba asignada a la región tuvo que ser desviada a Yemen para suprimir la rebelión de Zaidi allí.